# نیروی پراکندگی لاندن

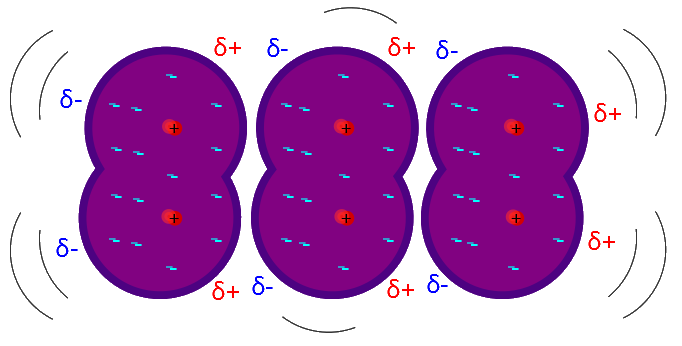
نیروی پراکندگی لاندن

نیروی لاندن (به انگلیسی: London dispersion force) از جمله نیروهای ضعیف بین‌مولکولی است. نوعی جاذبه میان دوقطبی‌هایی است که بر اثر برهم خوردن توزیع الکترون در مولکول‌های ناقطبی ایجاد می‌شود. به این دوقطبی‌ها القایی می‌گویند.

## نگاه کلی
برای اینکه ترکیبی به صورت جامد یا مایع باشد. باید نیروهایی، مولکولهای آن ترکیب را کنار هم نگه دارد. در ترکیبات قطبی به علت وجود اختلاف الکترونگاتیوی بین دو اتم، دو بار جزئی مثبت و منفی در دو سر مولکول حاصل می‌شود و این نیروی دوقطبی، مولکولها را کنار هم نگه می‌دارد. برای توجیه حالت مایع و جامد مواد غیرقطبی مانند برم و ید نیز، نیروی جاذبه دیگری باید وجود داشته باشد.
چون نقاط ذوب و جوش مواد غیرقطبی با افزایش جرم مولکولی بالا می‌رود، نتیجه می‌گیریم که مقدار این نیرو نیز با جرم و اندازه مولکول زیاد می‌شود. این واقعیت که فراریت مولکولهای قطبی مانند مولکولهای غیرقطبی با افزایش وزن مولکولی کم می‌شود، نشان می‌دهد که این نوع نیروی بین مولکولی باید برای همه مواد مولکولی متداول باشد.

## معرفی
منشأ و دلیل به‌وجود آمدن این نیروی بین مولکولی در سال ۱۹۳۰، توسط "فرتیز لاندن" توضیح داده شد. این نیرو همانند سایر نیروهای بین مولکولی (دوقطبی - دوقطبی و پیوند هیدروژنی) ماهیت الکتریکی دارد. اما برخلاف آنها که از قطبیت دائم مولکولها به‌وجود می‌آیند، نیروی لاندن (یا پراکندگی) از جدایی بار موقتی و لحظه‌ای در درون یک مولکول حاصل می‌شود.
منشأ ایجاد این نیروها، حرکت الکترونها می‌باشد. الکترونها در مولکولهای غیرقطبی مانند H2 به‌طور متوسط به هر اندازه که به یک هسته نزدیک باشند، به همان اندازه به هسته دیگر نزدیکند. اما در یک لحظه ابر الکترونی می‌تواند در یک انتهای مولکول متمرکز شود و در لحظه بعد این ابر الکترونی در انتهای دیگر مولکول باشد.
چگالی لحظه‌ای الکترونها در یک طرف مولکول و قسمت دیگر آن یک دوقطبی موقت در مولکول H2 به‌وجود می‌آورد. این موضوع به نوبه خود یک دوقطبی مشابه در مولکول مجاور القا می‌کند. این دوقطبی‌های موقت که هر دو در یک مسیر جهت‌یابی شده‌اند، نیروی جاذبه‌ای میان مولکولها ایجاد می‌کنند که به نیروی پراکندگی یا لاندن معروف است.

## عوامل مؤثر در ایجاد نیروهای لاندن
قدرت نیروهای لاندن به این بستگی دارد که وقتی یک دوقطبی موقت در مجاورت یک مولکول برقرار می‌شود، با چه سهولتی می‌تواند توزیع الکترونی آن مولکول را قطبیده کند. سهولت قطبی شدن در درجه اول به اندازه مولکول بستگی دارد. دوقطبی شدن مولکولهای بزرگ که الکترونها دورتر از هسته می‌باشند، آسانتر از مولکولهای کوچک که الکترونها به هسته نزدیک هستند صورت می‌گیرد. با افزایش اندازه مولکول و وزن مولکول بر قدرت نیروهای لاندن افزوده می‌شود.
البته نیروهای لاندن بیشتر به اندازه و شکل مولکول بستگی دارند تا به جرم آن. از میان دو مولکولی که دارای وزن مولکولی یکسان ولی شکل و اندازه مختلفی هستند، الکترونهای مولکول کوچکتر و فشرده‌تر آزادی کمتری دارند و دوقطبی لحظه‌ای براحتی در مولکول ایجاد نمی‌شود؛ بنابراین نیروی بین مولکولی آنها ضعیف‌تر از نیروی بین مولکولی مولکول بزرگتر می‌باشد که الکترونهایش آزادی عمل بیشتری دارند.
بنابراین نیروهای لاندن در مولکولهای فشرده و متقارن، ضعیفتر از مولکولهای با اتمهای سبک، طویل و استوانه‌ای شکل (سطح زیاد مولکول) می‌باشد و به همان علت نقاط ذوب و جوش این ترکیبات فشرده کمتر از مولکولهای بزرگ می‌باشد، هرچند که جرم مولکولی یکسانی داشته باشند.

## اهمیت نیروی لاندن
از میان نیروهای بین مولکولی، نیروی لاندن از همه مهم‌تر می‌باشد. این نیرو تنها نیروی جاذبه میان مولکولهای غیر قطبی است. حتی تخمین زده شده‌است که ۸۵ درصد از کل نیروهای میان مولکولی در مولکول قطبی HCl ناشی از نیروی لاندن می‌باشد. فقط در مولکولهایی که پیوند هیدروژنی دارند، این نیروها نقش فرعی را ایفا می‌کنند.
برای مثال حدود ۸۰ درصد از نیروهای جاذبه بین مولکولی در آب، متعلق به پیوند هیدروژنی است و فقط ۲۰ درصد بقیه مربوط به نیروهای پراکندگی (لاندن) می‌باشد. قویترین نیروهای لاندن بین مولکولهای کمپلکس و بزرگ دیده می‌شوند که ابر الکترونی بزرگی دارند که به آسانی تغییر شکل داده و قطبی می‌شوند، این ترکیبات نقاط ذوب و جوش نسبتاً بالای دارند.